# غوتفريد خواكيم
غوتفريد خواكيم هو سياسي ألماني، ولد في 14 مارس 1895 في Nöttingen ‏ في ألمانيا، وتوفي في 7 أكتوبر 1983 في بفورتسهايم في ألمانيا. نشط حزبياً في الاتحاد الديمقراطي المسيحي. وقد انتخب عضو في البوندستاغ الألماني خلال فترته النيابية ‏ (7 سبتمبر 1949 – 7 سبتمبر 1953).